# ХК Електровојводина Нови Сад
Хокејашки клуб Електровојводина Нови Сад је клуб хокеја на трави из Новог Сада.

## Историја
Клуб је основан 1967. године у оквиру покраинске установе Електровојводина. Први пут улази у Прву лигу Југославије 1973. године. На прву титулу чекало се 43 године, 2010. ХК ЕВ Нови Сад завршила је на првом месту државног првенства. Постоји и женска секција овог клуба.

## Успеси
- Хокеј на трави: Национално првенство (1):
  - Првенство СФР Југославије
    - Други (1): 1989.

  - Првенство Србије
    - Првак (1): 2010.
    - Други (2): 2012, 2013.
- Хокеј у дворани: Европска текмичења (1):
  - Еурохокеј индур челенџ 2
    - Победник (1): 2007.